# Mark Allen (snookerzysta)
Mark Allen (ur. 22 lutego 1986 w Antrim) – północnoirlandzki snookerzysta. Plasuje się na 10. miejscu pod względem zdobytych setek w profesjonalnych turniejach, w sierpniu 2025 miał ich łącznie 666.

## Kariera
Jako amator zdobył mistrzostwo świata oraz Europy. W gronie zawodowców jest od 2003 roku. Najwyższy break turniejowy w jego wykonaniu wynosi 147 punktów.
W 2007 roku debiutował w telewizyjnej fazie mistrzostw świata w Crucible Theatre. W 1/16 finału pokonał Kena Doherty’ego 10:7, a w drugiej rundzie przegrał z Matthew Stevensem 9:13. Dwa lata później doszedł do półfinału mistrzostw świata 2009, po pokonaniu w drugiej rundzie obrońcy tytułu Ronniego O’Sullivana. W półfinale przegrał z Johnem Higginsem 13:17.
W grudniu 2011 roku po raz pierwszy awansował do finału dużego turnieju rankingowego – UK Championship. Przegrał z Juddem Trumpem 8:10.
Pierwszy rankingowy turniej wygrał 4 marca 2012. W finale World Open w Chinach zwyciężył Stephena Lee 10:1. W 2013 obronił tytuł pokonując w finale Matthew Stevensa wynikiem 10-4. Pierwszego maksymalnego breaka wbił w drugiej rundzie UK Championship 2016 w pojedynku z Rodem Lawlerem.
W 2015 wygrał m.in. turniej Bulgarian Open, w półfinale pokonując Marka Williamsa 4:0 przy 97% skuteczności na wbiciach.
W styczniu 2018 odniósł najbardziej prestiżowy sukces w dotychczasowej karierze, zwyciężając Kyrena Wilsona 10:7 w finale turnieju Masters. W finale UK Championship 2018 przegrał 6-10 z Ronnie’em O’Sullivanem.
W grudniu 2018 w finale Scottish Open pokonał 9-7 Shauna Murphy’ego.
W turnieju World Grand Prix 2019 poddał mecz przy stanie 1:3, mimo że miał matematyczne szanse na zwycięstwo. Po spudłowaniu prostej bili podał rękę przeciwnikowi i opuścił arenę. Za swoje zachowanie został ukarany grzywną.
Sezon 2023/2024 była dla Allena na tyle udany, że jeszcze podczas mistrzostw świata 2024, było wiadomo, że zostanie numerem 1 oficjalnego rankingu. Publicznie przyznał, że taki wynik był jednym z jego życiowych celów. W samym Crucible odpadł w drugiej rundzie w wyrównanym meczu z Johnem Higginsem, zakończonym 12 do 13. Wcześniej, w sezonie Allen wygrał w 3 turniejach: Champion of Champions 2023, grudniowy Snooker Shoot-Out 2023 oraz Players Championship 2024.
W czasie mistrzostw świata w 2025 Mark Allen wbijając breaka maksymalnego w meczu 2. rundy z Chrisem Wakelinem został pierwszym zawodnikiem, który osiągnął breaki 147 punktów w każdym z turniejów Triple Crown.

## Występy w turniejach w całej karierze
Dane na podstawie Snooker.org.
| Ranking                            | [ ii ]        | [ ii ]        | [ ii ]        | [ iii ]       | 61            | 29            | 16            | 11            | 10            | 12            | 12            | 7             | 9             | 12            | 7             | 10            | 12            | 7             | 5             | 12            | 14            | 3             | 1             | 10            |               |               |               |               |               |               |               |               |               |               |               |               |               |               |               |               |               |               |               |               |               |               |         |
| Turnieje rankingowe                |               |               |               |               |               |               |               |               |               |               |               |               |               |               |               |               |               |               |               |               |               |               |               |               |               |               |               |               |               |               |               |               |               |               |               |               |               |               |               |               |               |               |               |               |               |               |         |
| Riga Masters                       | Nie rozegrano | Nie rozegrano | Nie rozegrano | Nie rozegrano | Nie rozegrano | Nie rozegrano | Nie rozegrano | Nie rozegrano | Nie rozegrano | Nie rozegrano | Nie rozegrano | Nie rozegrano | MR            | MR            | WD            | LQ            | 3R            | A             | Nie rozegrano | Nie rozegrano | Nie rozegrano | Nie rozegrano | Nie rozegrano | Nie rozegrano |               |               |               |               |               |               |               |               |               |               |               |               |               |               |               |               |               |               |               |               |               |               |         |
| China Championship                 | Nie rozegrano | Nie rozegrano | Nie rozegrano | Nie rozegrano | Nie rozegrano | Nie rozegrano | Nie rozegrano | Nie rozegrano | Nie rozegrano | Nie rozegrano | Nie rozegrano | Nie rozegrano | Nie rozegrano | Nie rozegrano | NR            | 1R            | 2R            | 2R            | Nie rozegrano | Nie rozegrano | Nie rozegrano | Nie rozegrano | Nie rozegrano | Nie rozegrano |               |               |               |               |               |               |               |               |               |               |               |               |               |               |               |               |               |               |               |               |               |               |         |
| Championship League Snooker        | Nie rozegrano | Nie rozegrano | Nie rozegrano | Nie rozegrano | Nie rozegrano | Nie-rank.     | Nie-rank.     | Nie-rank.     | Nie-rank.     | Nie-rank.     | Nie-rank.     | Nie-rank.     | Nie-rank.     | Nie-rank.     | Nie-rank.     | Nie-rank.     | Nie-rank.     | Nie-rank.     | RR            | F             | RR            | A             | A             | A             |               |               |               |               |               |               |               |               |               |               |               |               |               |               |               |               |               |               |               |               |               |               |         |
| Saudi Arabia Snooker Masters       | Nie rozegrano | Nie rozegrano | Nie rozegrano | Nie rozegrano | Nie rozegrano | Nie rozegrano | Nie rozegrano | Nie rozegrano | Nie rozegrano | Nie rozegrano | Nie rozegrano | Nie rozegrano | Nie rozegrano | Nie rozegrano | Nie rozegrano | Nie rozegrano | Nie rozegrano | Nie rozegrano | Nie rozegrano | Nie rozegrano | Nie rozegrano | Nie rozegrano | 5R            | 5R            |               |               |               |               |               |               |               |               |               |               |               |               |               |               |               |               |               |               |               |               |               |               |         |
| Wuhan Open                         | Nie rozegrano | Nie rozegrano | Nie rozegrano | Nie rozegrano | Nie rozegrano | Nie rozegrano | Nie rozegrano | Nie rozegrano | Nie rozegrano | Nie rozegrano | Nie rozegrano | Nie rozegrano | Nie rozegrano | Nie rozegrano | Nie rozegrano | Nie rozegrano | Nie rozegrano | Nie rozegrano | Nie rozegrano | Nie rozegrano | Nie rozegrano | QF            | 1R            |               |               |               |               |               |               |               |               |               |               |               |               |               |               |               |               |               |               |               |               |               |               |               |         |
| European Masters                   | A             | A             | A             | 1R            | LQ            | NR            | Nie rozegrano | Nie rozegrano | Nie rozegrano | Nie rozegrano | Nie rozegrano | Nie rozegrano | Nie rozegrano | Nie rozegrano | 2R            | QF            | QF            | LQ            | 4R            | LQ            | LQ            | 1R            | Nie roz.      | Nie roz.      |               |               |               |               |               |               |               |               |               |               |               |               |               |               |               |               |               |               |               |               |               |               |         |
| English Open                       | Nie rozegrano | Nie rozegrano | Nie rozegrano | Nie rozegrano | Nie rozegrano | Nie rozegrano | Nie rozegrano | Nie rozegrano | Nie rozegrano | Nie rozegrano | Nie rozegrano | Nie rozegrano | Nie rozegrano | Nie rozegrano | 3R            | 2R            | 2R            | SF            | 2R            | LQ            | SF            | 2R            | QF            |               |               |               |               |               |               |               |               |               |               |               |               |               |               |               |               |               |               |               |               |               |               |               |         |
| British Open                       | A             | A             | A             | Nie rozegrano | Nie rozegrano | Nie rozegrano | Nie rozegrano | Nie rozegrano | Nie rozegrano | Nie rozegrano | Nie rozegrano | Nie rozegrano | Nie rozegrano | Nie rozegrano | Nie rozegrano | Nie rozegrano | Nie rozegrano | Nie rozegrano | Nie rozegrano | 2R            | F             | 1R            | SF            |               |               |               |               |               |               |               |               |               |               |               |               |               |               |               |               |               |               |               |               |               |               |               |         |
| Xi’an Grand Prix                   | Nie rozegrano | Nie rozegrano | Nie rozegrano | Nie rozegrano | Nie rozegrano | Nie rozegrano | Nie rozegrano | Nie rozegrano | Nie rozegrano | Nie rozegrano | Nie rozegrano | Nie rozegrano | Nie rozegrano | Nie rozegrano | Nie rozegrano | Nie rozegrano | Nie rozegrano | Nie rozegrano | Nie rozegrano | Nie rozegrano | Nie rozegrano | Nie rozegrano | 3R            |               |               |               |               |               |               |               |               |               |               |               |               |               |               |               |               |               |               |               |               |               |               |               |         |
| Northern Ireland Open              | Nie rozegrano | Nie rozegrano | Nie rozegrano | Nie rozegrano | Nie rozegrano | Nie rozegrano | Nie rozegrano | Nie rozegrano | Nie rozegrano | Nie rozegrano | Nie rozegrano | Nie rozegrano | Nie rozegrano | Nie rozegrano | QF            | 2R            | 1R            | 4R            | 3R            | W             | W             | 1R            | 2R            |               |               |               |               |               |               |               |               |               |               |               |               |               |               |               |               |               |               |               |               |               |               |               |         |
| International Championship         | Nie rozegrano | Nie rozegrano | Nie rozegrano | Nie rozegrano | Nie rozegrano | Nie rozegrano | Nie rozegrano | Nie rozegrano | Nie rozegrano | Nie rozegrano | QF            | 3R            | F             | QF            | LQ            | F             | W             | SF            | Nie roz.      | Nie roz.      | Nie roz.      | 2R            | 2R            |               |               |               |               |               |               |               |               |               |               |               |               |               |               |               |               |               |               |               |               |               |               |               |         |
| UK Championship                    | A             | A             | A             | 2R            | LQ            | 2R            | 2R            | 1R            | SF            | F             | 1R            | QF            | 3R            | 3R            | 4R            | 4R            | F             | SF            | 2R            | 3R            | W             | 1R            | SF            |               |               |               |               |               |               |               |               |               |               |               |               |               |               |               |               |               |               |               |               |               |               |               |         |
| Shoot Out                          | Nie rozegrano | Nie rozegrano | Nie rozegrano | Nie rozegrano | Nie rozegrano | Nie rozegrano | Nie rozegrano | Nie rozegrano | Nie-rank.     | Nie-rank.     | Nie-rank.     | Nie-rank.     | Nie-rank.     | Nie-rank.     | 1R            | 1R            | A             | A             | 4R            | QF            | 1R            | W             | 2R            |               |               |               |               |               |               |               |               |               |               |               |               |               |               |               |               |               |               |               |               |               |               |               |         |
| Scottish Open                      | A             | A             | Nie rozegrano | Nie rozegrano | Nie rozegrano | Nie rozegrano | Nie rozegrano | Nie rozegrano | Nie rozegrano | Nie rozegrano | MR            | Nie roz.      | Nie roz.      | Nie roz.      | 4R            | 1R            | W             | SF            | 4R            | LQ            | 2R            | LQ            | SF            |               |               |               |               |               |               |               |               |               |               |               |               |               |               |               |               |               |               |               |               |               |               |               |         |
| German Masters                     | Nie rozegrano | Nie rozegrano | Nie rozegrano | Nie rozegrano | Nie rozegrano | Nie rozegrano | Nie rozegrano | Nie rozegrano | 1R            | 2R            | 2R            | 1R            | 2R            | 1R            | 1R            | 1R            | A             | LQ            | LQ            | SF            | LQ            | 3R            | 2R            |               |               |               |               |               |               |               |               |               |               |               |               |               |               |               |               |               |               |               |               |               |               |               |         |
| World Grand Prix                   | Nie rozegrano | Nie rozegrano | Nie rozegrano | Nie rozegrano | Nie rozegrano | Nie rozegrano | Nie rozegrano | Nie rozegrano | Nie rozegrano | Nie rozegrano | Nie rozegrano | Nie rozegrano | NR            | 2R            | 2R            | 1R            | 2R            | 1R            | 1R            | 2R            | W             | 2R            | 1R            |               |               |               |               |               |               |               |               |               |               |               |               |               |               |               |               |               |               |               |               |               |               |               |         |
| Players Championship               | Nie rozegrano | Nie rozegrano | Nie rozegrano | Nie rozegrano | Nie rozegrano | Nie rozegrano | Nie rozegrano | Nie rozegrano | DNQ           | DNQ           | QF            | QF            | 2R            | W             | DNQ           | 1R            | SF            | QF            | DNQ           | 1R            | 1R            | W             | 1R            |               |               |               |               |               |               |               |               |               |               |               |               |               |               |               |               |               |               |               |               |               |               |               |         |
| Welsh Open                         | A             | A             | A             | LQ            | 1R            | 2R            | 1R            | QF            | 2R            | QF            | 2R            | 3R            | 3R            | SF            | 3R            | 3R            | 3R            | 3R            | 4R            | 2R            | QF            | QF            | 2R            |               |               |               |               |               |               |               |               |               |               |               |               |               |               |               |               |               |               |               |               |               |               |               |         |
| Turkish Masters                    | Nie rozegrano | Nie rozegrano | Nie rozegrano | Nie rozegrano | Nie rozegrano | Nie rozegrano | Nie rozegrano | Nie rozegrano | Nie rozegrano | Nie rozegrano | Nie rozegrano | Nie rozegrano | Nie rozegrano | Nie rozegrano | Nie rozegrano | Nie rozegrano | Nie rozegrano | Nie rozegrano | Nie rozegrano | 1R            | Nie roz.      | Nie roz.      | Nie roz.      | Nie roz.      |               |               |               |               |               |               |               |               |               |               |               |               |               |               |               |               |               |               |               |               |               |               |         |
| China Open                         | Nie roz.      | Nie roz.      | A             | LQ            | LQ            | QF            | 1R            | SF            | 1R            | 1R            | 2R            | WD            | LQ            | LQ            | A             | 3R            | LQ            | Nie rozegrano | Nie rozegrano | Nie rozegrano | Nie rozegrano | Nie rozegrano | Nie rozegrano | Nie rozegrano |               |               |               |               |               |               |               |               |               |               |               |               |               |               |               |               |               |               |               |               |               |               |         |
| WST Pro Series                     | Nie rozegrano | Nie rozegrano | Nie rozegrano | Nie rozegrano | Nie rozegrano | Nie rozegrano | Nie rozegrano | Nie rozegrano | Nie rozegrano | Nie rozegrano | Nie rozegrano | Nie rozegrano | Nie rozegrano | Nie rozegrano | Nie rozegrano | Nie rozegrano | Nie rozegrano | Nie rozegrano | A             | Nie roz.      | Nie roz.      | Nie roz.      | Nie roz.      | Nie roz.      |               |               |               |               |               |               |               |               |               |               |               |               |               |               |               |               |               |               |               |               |               |               |         |
| Indian Open                        | Nie rozegrano | Nie rozegrano | Nie rozegrano | Nie rozegrano | Nie rozegrano | Nie rozegrano | Nie rozegrano | Nie rozegrano | Nie rozegrano | Nie rozegrano | Nie rozegrano | 2R            | A             | NH            | A             | 3R            | WD            | Nie rozegrano | Nie rozegrano | Nie rozegrano | Nie rozegrano | Nie rozegrano | Nie rozegrano | Nie rozegrano |               |               |               |               |               |               |               |               |               |               |               |               |               |               |               |               |               |               |               |               |               |               |         |
| Gibraltar Open                     | Nie rozegrano | Nie rozegrano | Nie rozegrano | Nie rozegrano | Nie rozegrano | Nie rozegrano | Nie rozegrano | Nie rozegrano | Nie rozegrano | Nie rozegrano | Nie rozegrano | Nie rozegrano | Nie rozegrano | MR            | 4R            | A             | A             | 1R            | QF            | 3R            | Nie roz.      | Nie roz.      | Nie roz.      | Nie roz.      |               |               |               |               |               |               |               |               |               |               |               |               |               |               |               |               |               |               |               |               |               |               |         |
| World Open                         | A             | A             | A             | 1R            | RR            | RR            | 1R            | QF            | LQ            | W             | W             | SF            | Nie roz.      | Nie roz.      | A             | SF            | 2R            | 3R            | Nie roz.      | Nie roz.      | Nie roz.      | 1R            | 1R            |               |               |               |               |               |               |               |               |               |               |               |               |               |               |               |               |               |               |               |               |               |               |               |         |
| Tour Championship                  | Nie rozegrano | Nie rozegrano | Nie rozegrano | Nie rozegrano | Nie rozegrano | Nie rozegrano | Nie rozegrano | Nie rozegrano | Nie rozegrano | Nie rozegrano | Nie rozegrano | Nie rozegrano | Nie rozegrano | Nie rozegrano | Nie rozegrano | Nie rozegrano | SF            | F             | DNQ           | QF            | QF            | SF            | DNQ           |               |               |               |               |               |               |               |               |               |               |               |               |               |               |               |               |               |               |               |               |               |               |               |         |
| Mistrzostwa świata                 | LQ            | LQ            | LQ            | LQ            | 2R            | 1R            | SF            | QF            | QF            | 1R            | 1R            | 2R            | 2R            | 2R            | 2R            | QF            | 1R            | 1R            | 2R            | 2R            | SF            | 2R            | 2R            |               |               |               |               |               |               |               |               |               |               |               |               |               |               |               |               |               |               |               |               |               |               |               |         |
| Turnieje nie-rankingowe            |               |               |               |               |               |               |               |               |               |               |               |               |               |               |               |               |               |               |               |               |               |               |               |               |               |               |               |               |               |               |               |               |               |               |               |               |               |               |               |               |               |               |               |               |               |               |         |
| Paul Hunter Classic                | Nie roz.      | Nie roz.      | Pro-am Event  | Pro-am Event  | Pro-am Event  | Pro-am Event  | Pro-am Event  | Pro-am Event  | Minor-Rank.   | Minor-Rank.   | Minor-Rank.   | Minor-Rank.   | Minor-Rank.   | Minor-Rank.   | Rank.         | Rank.         | Rank.         | A             | Nie rozegrano | Nie rozegrano | Nie rozegrano | Nie rozegrano | Nie rozegrano | Nie rozegrano |               |               |               |               |               |               |               |               |               |               |               |               |               |               |               |               |               |               |               |               |               |               |         |
| Shanghai Masters                   | Nie rozegrano | Nie rozegrano | Nie rozegrano | Nie rozegrano | Nie rozegrano | Rank.         | Rank.         | Rank.         | Rank.         | Rank.         | Rank.         | Rank.         | Rank.         | Rank.         | Rank.         | Rank.         | 2R            | SF            | Nie roz.      | Nie roz.      | Nie roz.      | 2R            | 1R            | WD            |               |               |               |               |               |               |               |               |               |               |               |               |               |               |               |               |               |               |               |               |               |               |         |
| Champion of Champions              | Nie rozegrano | Nie rozegrano | Nie rozegrano | Nie rozegrano | Nie rozegrano | Nie rozegrano | Nie rozegrano | Nie rozegrano | Nie rozegrano | Nie rozegrano | Nie rozegrano | 1R            | 1R            | F             | SF            | A             | SF            | SF            | W             | A             | QF            | W             | SF            |               |               |               |               |               |               |               |               |               |               |               |               |               |               |               |               |               |               |               |               |               |               |               |         |
| Riyadh Season Snooker Championship | nie rozegrano | nie rozegrano | nie rozegrano | nie rozegrano | nie rozegrano | nie rozegrano | nie rozegrano | nie rozegrano | nie rozegrano | nie rozegrano | nie rozegrano | nie rozegrano | nie rozegrano | nie rozegrano | nie rozegrano | nie rozegrano | nie rozegrano | nie rozegrano | nie rozegrano | nie rozegrano | nie rozegrano | nie rozegrano | W             |               |               |               |               |               |               |               |               |               |               |               |               |               |               |               |               |               |               |               |               |               |               |               |         |
| The Masters                        | A             | A             | A             | LQ            | LQ            | LQ            | QF            | QF            | SF            | 1R            | QF            | 1R            | SF            | QF            | QF            | W             | 1R            | 1R            | 1R            | 1R            | 1R            | SF            | SF            |               |               |               |               |               |               |               |               |               |               |               |               |               |               |               |               |               |               |               |               |               |               |               |         |
| Championship League Snooker        | Nie rozegrano | Nie rozegrano | Nie rozegrano | Nie rozegrano | Nie rozegrano | RR            | 2R            | F             | 2R            | SF            | 2R            | A             | A             | A             | RR            | WD            | A             | A             | A             | A             | A             | A             | A             |               |               |               |               |               |               |               |               |               |               |               |               |               |               |               |               |               |               |               |               |               |               |               |         |
| Byłe turnieje rankingowe           |               |               |               |               |               |               |               |               |               |               |               |               |               |               |               |               |               |               |               |               |               |               |               |               |               |               |               |               |               |               |               |               |               |               |               |               |               |               |               |               |               |               |               |               |               |               |         |
| Northern Ireland Trophy            | Nie roz.      | Nie roz.      | Nie roz.      | NR            | 1R            | SF            | QF            | Nie rozegrano | Nie rozegrano | Nie rozegrano | Nie rozegrano | Nie rozegrano | Nie rozegrano | Nie rozegrano | Nie rozegrano | Nie rozegrano | Nie rozegrano | Nie rozegrano | Nie rozegrano | Nie rozegrano | Nie rozegrano | Nie rozegrano | Nie rozegrano | Nie rozegrano | Nie rozegrano | Nie rozegrano | Nie rozegrano | Nie rozegrano | Nie rozegrano | Nie rozegrano | Nie rozegrano | Nie rozegrano |               |               |               |               |               |               |               |               |               |               |               |               |               |               |         |
| Bahrain Championship               | Nie rozegrano | Nie rozegrano | Nie rozegrano | Nie rozegrano | Nie rozegrano | Nie rozegrano | SF            | Nie rozegrano | Nie rozegrano | Nie rozegrano | Nie rozegrano | Nie rozegrano | Nie rozegrano | Nie rozegrano | Nie rozegrano | Nie rozegrano | Nie rozegrano | Nie rozegrano | Nie rozegrano | Nie rozegrano | Nie rozegrano | Nie rozegrano | Nie rozegrano | Nie rozegrano | Nie rozegrano | Nie rozegrano | Nie rozegrano | Nie rozegrano | Nie rozegrano | Nie rozegrano | Nie rozegrano | Nie rozegrano |               |               |               |               |               |               |               |               |               |               |               |               |               |               |         |
| Wuxi Classic                       | Nie rozegrano | Nie rozegrano | Nie rozegrano | Nie rozegrano | Nie rozegrano | Nie rozegrano | Nie-rank.     | Nie-rank.     | Nie-rank.     | Nie-rank.     | 2R            | 1R            | A             | Nie rozegrano | Nie rozegrano | Nie rozegrano | Nie rozegrano | Nie rozegrano | Nie rozegrano | Nie rozegrano | Nie rozegrano | Nie rozegrano | Nie rozegrano | Nie rozegrano | Nie rozegrano | Nie rozegrano | Nie rozegrano | Nie rozegrano | Nie rozegrano | Nie rozegrano | Nie rozegrano | Nie rozegrano | Nie rozegrano | Nie rozegrano | Nie rozegrano | Nie rozegrano | Nie rozegrano | Nie rozegrano | Nie rozegrano | Nie rozegrano | Nie rozegrano | Nie rozegrano | Nie rozegrano | Nie rozegrano | Nie rozegrano |               |         |
| Australian Goldfields Open         | Nie rozegrano | Nie rozegrano | Nie rozegrano | Nie rozegrano | Nie rozegrano | Nie rozegrano | Nie rozegrano | Nie rozegrano | Nie rozegrano | QF            | A             | A             | 1R            | 1R            | Nie rozegrano | Nie rozegrano | Nie rozegrano | Nie rozegrano | Nie rozegrano | Nie rozegrano | Nie rozegrano | Nie rozegrano | Nie rozegrano | Nie rozegrano | Nie rozegrano | Nie rozegrano | Nie rozegrano | Nie rozegrano | Nie rozegrano | Nie rozegrano | Nie rozegrano | Nie rozegrano | Nie rozegrano | Nie rozegrano | Nie rozegrano | Nie rozegrano | Nie rozegrano | Nie rozegrano | Nie rozegrano | Nie rozegrano | Nie rozegrano | Nie rozegrano | Nie rozegrano | Nie rozegrano | Nie rozegrano | Nie rozegrano |         |
| Shanghai Masters                   | Nie rozegrano | Nie rozegrano | Nie rozegrano | Nie rozegrano | Nie rozegrano | LQ            | LQ            | 1R            | 1R            | 2R            | 2R            | 1R            | F             | SF            | 2R            | 3R            | Nie-rank.     | Nie-rank.     | Nie-rank.     | Nie-rank.     | Nie-rank.     | Nie-rank.     | Nie-rank.     | Nie-rank.     |               |               |               |               |               |               |               |               |               |               |               |               |               |               |               |               |               |               |               |               |               |               |         |
| Paul Hunter Classic                | Nie roz.      | Nie roz.      | Pro-am Event  | Pro-am Event  | Pro-am Event  | Pro-am Event  | Pro-am Event  | Pro-am Event  | Minor-Rank.   | Minor-Rank.   | Minor-Rank.   | Minor-Rank.   | Minor-Rank.   | Minor-Rank.   | 4R            | A             | A             | Nie-rank.     | Nie-rank.     | Nie-rank.     | Nie-rank.     | Nie-rank.     | Nie-rank.     | Nie-rank.     |               |               |               |               |               |               |               |               |               |               |               |               |               |               |               |               |               |               |               |               |               |               |         |
| Byłe turnieje nie-rankingowe       |               |               |               |               |               |               |               |               |               |               |               |               |               |               |               |               |               |               |               |               |               |               |               |               |               |               |               |               |               |               |               |               |               |               |               |               |               |               |               |               |               |               |               |               |               |               |         |
| General Cup                        | Nie roz.      | Nie roz.      | SF            | Nie rozegrano | Nie rozegrano | Nie rozegrano | Nie rozegrano | A             | NH            | A             | A             | A             | A             | A             | Nie roz.      | Nie roz.      | Nie roz.      | Nie roz.      | Nie roz.      | Nie roz.      | Nie roz.      | Nie roz.      | Nie roz.      | Nie roz.      | Nie roz.      | Nie roz.      | Nie roz.      | Nie roz.      | Nie roz.      | Nie roz.      | Nie roz.      | Nie roz.      | Nie roz.      | Nie roz.      | Nie roz.      | Nie roz.      | Nie roz.      | Nie roz.      | Nie roz.      |               |               |               |               |               |               |               |         |
| Northern Ireland Trophy            | Nie roz.      | Nie roz.      | Nie roz.      | QF            | Rank.         | Rank.         | Rank.         | Nie rozegrano | Nie rozegrano | Nie rozegrano | Nie rozegrano | Nie rozegrano | Nie rozegrano | Nie rozegrano | Nie rozegrano | Nie rozegrano | Nie rozegrano | Nie rozegrano | Nie rozegrano | Nie rozegrano | Nie rozegrano | Nie rozegrano | Nie rozegrano | Nie rozegrano | Nie rozegrano | Nie rozegrano | Nie rozegrano | Nie rozegrano | Nie rozegrano | Nie rozegrano | Nie rozegrano | Nie rozegrano | Nie rozegrano | Nie rozegrano | Nie rozegrano | Nie rozegrano | Nie rozegrano | Nie rozegrano | Nie rozegrano |               |               |               |               |               |               |               |         |
| Irish Professional Championship    | Nie roz.      | Nie roz.      | Nie roz.      | LQ            | SF            | QF            | Nie rozegrano | Nie rozegrano | Nie rozegrano | Nie rozegrano | Nie rozegrano | Nie rozegrano | Nie rozegrano | Nie rozegrano | Nie rozegrano | Nie rozegrano | Nie rozegrano | Nie rozegrano | Nie rozegrano | Nie rozegrano | Nie rozegrano | Nie rozegrano | Nie rozegrano | Nie rozegrano | Nie rozegrano | Nie rozegrano | Nie rozegrano | Nie rozegrano | Nie rozegrano | Nie rozegrano | Nie rozegrano |               |               |               |               |               |               |               |               |               |               |               |               |               |               |               |         |
| Wuxi Classic                       | Nie rozegrano | Nie rozegrano | Nie rozegrano | Nie rozegrano | Nie rozegrano | Nie rozegrano | A             | W             | SF            | A             | Rank.         | Rank.         | Rank.         | Nie rozegrano | Nie rozegrano | Nie rozegrano | Nie rozegrano | Nie rozegrano | Nie rozegrano | Nie rozegrano | Nie rozegrano | Nie rozegrano | Nie rozegrano | Nie rozegrano | Nie rozegrano | Nie rozegrano | Nie rozegrano | Nie rozegrano | Nie rozegrano | Nie rozegrano | Nie rozegrano | Nie rozegrano | Nie rozegrano | Nie rozegrano | Nie rozegrano | Nie rozegrano | Nie rozegrano | Nie rozegrano | Nie rozegrano | Nie rozegrano | Nie rozegrano | Nie rozegrano | Nie rozegrano | Nie rozegrano | Nie rozegrano |               |         |
| Premier League Snooker             | A             | A             | A             | A             | A             | A             | A             | A             | A             | A             | RR            | Nie rozegrano | Nie rozegrano | Nie rozegrano | Nie rozegrano | Nie rozegrano | Nie rozegrano | Nie rozegrano | Nie rozegrano | Nie rozegrano | Nie rozegrano | Nie rozegrano | Nie rozegrano | Nie rozegrano | Nie rozegrano | Nie rozegrano | Nie rozegrano | Nie rozegrano | Nie rozegrano | Nie rozegrano | Nie rozegrano | Nie rozegrano | Nie rozegrano | Nie rozegrano | Nie rozegrano | Nie rozegrano |               |               |               |               |               |               |               |               |               |               |         |
| World Grand Prix                   | Nie rozegrano | Nie rozegrano | Nie rozegrano | Nie rozegrano | Nie rozegrano | Nie rozegrano | Nie rozegrano | Nie rozegrano | Nie rozegrano | Nie rozegrano | Nie rozegrano | Nie rozegrano | 1R            | Rank.         | Rank.         | Rank.         | Rank.         | Rank.         | Rank.         | Rank.         | Rank.         | Rank.         | Rank.         | Rank.         | Rank.         | Rank.         | Rank.         | Rank.         | Rank.         | Rank.         | Rank.         | Rank.         | Rank.         | Rank.         | Rank.         | Rank.         | Rank.         | Rank.         |               |               |               |               |               |               |               |               |         |
| Shoot Out                          | Nie rozegrano | Nie rozegrano | Nie rozegrano | Nie rozegrano | Nie rozegrano | Nie rozegrano | Nie rozegrano | Nie rozegrano | 1R            | 3R            | F             | 3R            | 2R            | 2R            | Rank.         | Rank.         | Rank.         | Rank.         | Rank.         | Rank.         | Rank.         | Rank.         | Rank.         | Rank.         | Rank.         | Rank.         | Rank.         | Rank.         | Rank.         | Rank.         | Rank.         | Rank.         | Rank.         | Rank.         | Rank.         | Rank.         | Rank.         | Rank.         | Rank.         | Rank.         | Rank.         | Rank.         | Rank.         | Rank.         | Rank.         | Rank.         |         |
| China Championship                 | Nie rozegrano | Nie rozegrano | Nie rozegrano | Nie rozegrano | Nie rozegrano | Nie rozegrano | Nie rozegrano | Nie rozegrano | Nie rozegrano | Nie rozegrano | Nie rozegrano | Nie rozegrano | Nie rozegrano | Nie rozegrano | SF            | Ranking       | Ranking       | Ranking       | Ranking       | Ranking       | Ranking       | Ranking       | Ranking       | Ranking       | Ranking       | Ranking       | Ranking       | Ranking       | Ranking       | Ranking       | Ranking       | Ranking       | Ranking       | Ranking       | Ranking       | Ranking       | Ranking       | Ranking       | Ranking       | Ranking       | Ranking       | Ranking       | Ranking       | Ranking       | Ranking       | Ranking       | Ranking |
| Romanian Masters                   | Nie rozegrano | Nie rozegrano | Nie rozegrano | Nie rozegrano | Nie rozegrano | Nie rozegrano | Nie rozegrano | Nie rozegrano | Nie rozegrano | Nie rozegrano | Nie rozegrano | Nie rozegrano | Nie rozegrano | Nie rozegrano | Nie rozegrano | 1R            | Nie rozegrano | Nie rozegrano | Nie rozegrano | Nie rozegrano | Nie rozegrano | Nie rozegrano | Nie rozegrano | Nie rozegrano |               |               |               |               |               |               |               |               |               |               |               |               |               |               |               |               |               |               |               |               |               |               |         |

| Legenda tabeli wyników              | Legenda tabeli wyników       | Legenda tabeli wyników                     | Legenda tabeli wyników                                                              | Legenda tabeli wyników                     | Legenda tabeli wyników                     |
| ----------------------------------- | ---------------------------- | ------------------------------------------ | ----------------------------------------------------------------------------------- | ------------------------------------------ | ------------------------------------------ |
| LQ                                  | odpadnięcie w kwalifikacjach | #R                                         | odpadnięcie we wczesnej fazie turnieju (WR = runda dzikich kart, RR = faza grupowa) | QF                                         | przegrana w ćwierćfinale                   |
| SF                                  | przegrana w półfinale        | F                                          | przegrana w finale                                                                  | W                                          | zwycięstwo                                 |
| DNQ                                 | nie zakwalifikował/a się     | A                                          | nie brał/a udziału                                                                  | WD                                         | zrezygnował/a w trakcie turnieju           |
| Legenda oznaczeń w tabelach wyników |                              |                                            |                                                                                     |                                            |                                            |
| NH / Nie roz.                       | NH / Nie roz.                | Turniej nie odbył się.                     | Turniej nie odbył się.                                                              | Turniej nie odbył się.                     | Turniej nie odbył się.                     |
| NR / Nie-rank.                      | NR / Nie-rank.               | Turniej nie był zaliczany jako rankingowy. | Turniej nie był zaliczany jako rankingowy.                                          | Turniej nie był zaliczany jako rankingowy. | Turniej nie był zaliczany jako rankingowy. |
| R / Rank.                           | R / Rank.                    | Turniej był zaliczany jako rankingowy.     | Turniej był zaliczany jako rankingowy.                                              | Turniej był zaliczany jako rankingowy.     | Turniej był zaliczany jako rankingowy.     |
| MR / Minor-Rank.                    | MR / Minor-Rank.             | Turniej był zaliczany jako minor ranking.  | Turniej był zaliczany jako minor ranking.                                           | Turniej był zaliczany jako minor ranking.  | Turniej był zaliczany jako minor ranking.  |

1. ↑  Od sezonu 2010/11 ranking na początku sezonu
2. 1 2 3  Nie uczestniczył w Main Tourze.
3. ↑  Nowi gracze w tourze nie mają przypisanego rankingu.
4. ↑  Turniej nosił nazwę Riga Open (2014/2015–2015/2016)
5. ↑  Turniej nosił nazwę Malta Cup (2004/2005–2007/2008)
6. ↑  Turniej nosił nazwę Players Championship (2003/2004)
7. ↑  Turniej nosił nazwę Players Tour Championship Grand Finals (2010/2011–2012/2013) oraz Players Championship Grand Final (2013/2014–2015/2016)
8. ↑  Turniej nosił nazwę LG Cup (2002/2003–2003/2004), the Grand Prix (2004/2005–2009/2010) oraz Haikou World Open (2011/2012–2013/2014)
9. ↑  Turniej nosił nazwę Grand Prix Fürth (2004/2005) i Fürth German Open (2005/2006–2006/2007)
10. 1 2  Turniej nosił nazwę Jiangsu Classic (2008/2009–2009/2010)
11. ↑  Turniej nosił nazwę General Cup International (2004/2005–2011/2012)

## Statystyka zwycięstw

### Turnieje rankingowe
- World Open, 2012
- World Open, 2013
- Scottish Open 2018
- Northern Ireland Open 2021
- Northern Ireland Open 2022
- UK Championship 2022
- World Grand Prix 2023

### Turnieje nierankingowe
- Jiangsu Classic, 2009
- The Masters, 2018